# Album Allix
Album Allix ou Souvenir de Marine Terrace est le nom d'un album photographique réalisé par Charles Hugo et Auguste Vacquerie entre 1852 et 1860. Il a été offert à Augustine Allix en souvenir de sa présence auprès de la famille Hugo pendant la période d'exil de Victor Hugo à Jersey. Il est aujourd'hui conservé à la Maison de Victor Hugo.

## Histoire
À la suite du Coup d'État du 2 décembre 1851, Victor Hugo s'exile avec sa famille à Jersey, où il réside de 1852 à 1855, installé dans une maison nommée "Marine Terrace". Il est accompagné par plusieurs autres proscrits du Second Empire, dont Auguste Vacquerie, Jules Allix, Émile Allix, qui deviendra plus tard son médecin, et leur sœur Augustine Allix. Celle-ci partage l'intimité des Hugo pendant ces années d'exil et se voit offrir un album photographique principalement composé de photographies prises à Jersey de 1852 à 1855 par Auguste Vacquerie et Charles Hugo, et décoré par ce dernier,. 
Cet album fait partie d'une série de 13 albums photographiques réalisés par Charles Hugo et Auguste Vacquerie à Jersey et à Guernesey dans les années 1850. Conservé par Augustine Allix, l'album est acquis en vente publique le 29 novembre 2000 par les Musées de la ville de Paris. Il est actuellement conservé à la Maison de Victor Hugo.

## Description
L'album est composé 113 feuillets sur lesquels sont disposées 123 photographies prises à Jersey de 1852 à 1855, principalement de la famille Hugo et d'amis proches, comme Auguste Vacquerie, Augustine Allix, Jules Allix et Émile Allix,. Le frontispice de l'album, décoré par Charles Hugo, est constitué de 15 photographies représentant des vues de Jersey et des portraits de membres des familles Hugo et Allix,. Il comporte l'inscription "Souvenir de Marine Terrace". La page de garde de l'album contient un dessin réalisé par Charles Hugo, représentant un monogramme de la lettre A majuscule, initiale du prénom et du nom de la dédicataire de l'album, Augustine Allix.